# Liste de bâtiments notables en rouges barres
Liste des bâtiments en rouges barres.

## Liste des rouges barres dans la Somme et dans le pays d'Artois
| Nom                                      | Partie concernée | Commune (lieu-dit ou quartier) | Adresse                   | Illustration | Remarques |
| ---------------------------------------- | ---------------- | ------------------------------ | ------------------------- | ------------ | --------- |
| Bâtisse Amiénoise                        |                  | Amiens (Saint-Leu)             | Rue Depuis                |              |           |
| Bâtisse Amiénoise                        |                  | Amiens (Saint-Leu)             | Rue des Augustins         |              |           |
| Maison Amiénoise                         |                  | Amiens (Saint-Leu)             | Rue Adéodat Lefebvre      |              |           |
| Pignon à couteau picard en rouges barres |                  | Arras (Saint-Étienne)          | Rue Aristide Briand       |              |           |
| Hôtel Deusy                              |                  | Arras (Arras-Centre)           | Rue Saint-Aubert          |              |           |
| Pignon à couteau picard en rouges barres |                  | Poix-de-Picardie               | Rue Porte-Boiteux         |              |           |
| Ferme annexe d'une demeure               |                  | Poix-de-Picardie               | 14 Rue Ferdinand Beaumont |              |           |
| Ancienne ferme                           |                  | Sainte-Catherine               | Chaussée Brunehaut        |              |           |

## Liste des rouges barres en Flandre française
| Nom                             | Partie concernée | Commune (lieu-dit ou quartier) | Adresse                               | Illustration | Remarques |
| ------------------------------- | ---------------- | ------------------------------ | ------------------------------------- | ------------ | --------- |
| Ferme du Bocquiau               |                  | Haubourdin                     | Mail du bon pêcheur, 59320 Haubourdin |              |           |
| Bâtiment place de la République |                  | Hem                            | Place de la République, 59510 Hem     |              |           |
| Maisons rue Malsence            |                  | Lille (Fives)                  | Rue Malsence, 59000 Lille             |              |           |
| Ancienne ferme                  |                  | Lille (Vauban Esquermes)       | Rue d'Esquermes, 59000 Lille          |              |           |
| 12-14 rue Saint-François        |                  | Lille (Vieux-Lille)            | Rue Saint-François 12-14, 59800 Lille |              |           |
| 9-13 rue Saint-Sébastien        |                  | Lille (Vieux-Lille)            | Rue Saint-Sébastien 9-13, 59800 Lille |              |           |
| Château de Landas               |                  | Loos                           | Avenue Kuhlmann, 59120 Loos           |              |           |

## Liste des rouges barres en Hainaut
| Nom                        | Partie concernée | Commune (lieu-dit ou quartier) | Adresse             | Illustration | Remarques |
| -------------------------- | ---------------- | ------------------------------ | ------------------- | ------------ | --------- |
| Evêché de Tournai          |                  | Tournai                        | Place de l'Evêché   |              |           |
| Bâtiment place de l'Église |                  | Saint-Maur                     | Place de Saint-Maur |              |           |